# Comuna de Mrocza
Mrocza (polaco: Gmina Mrocza) é uma gminy (comuna) na Polónia, na voivodia de Cujávia-Pomerânia e no condado de Nakielski. A sede do condado é a cidade de Mrocza.
De acordo com os censos de 2004, a comuna tem 9090 habitantes, com uma densidade 60,3 hab/km².

## Área
Estende-se por uma área de 150,71 km², incluindo:
- área agrícola: 73%
- área florestal: 15%

## Demografia
Dados de 30 de Junho 2004:
|                      | Total   | Total | Mulheres | Mulheres | Homens  | Homens |
| -------------------- | ------- | ----- | -------- | -------- | ------- | ------ |
|                      | pessoas | %     | pessoas  | %        | pessoas | %      |
| População            | 9090    | 100   | 4525     | 49,8     | 4565    | 50,2   |
| Densidade (pop./km²) | 60,3    | 100   | 30       | 30       | 30,3    | 30,3   |

De acordo com dados de 2005, o rendimento médio per capita ascendia a 2070,80 zł.

## Subdivisões
- Białowieża, Drążno, Drzewianowo, Izabela, Jeziorki Zabartowskie, Kaźmierzewo, Kosowo, Krukówko, Matyldzin, Ostrowo, Rościmin, Samsieczynek, Wiele, Witosław, Wyrza.

## Comunas vizinhas
- Łobżenica, Nakło nad Notecią, Sadki, Sicienko, Sośno, Więcbork